# Sambenito

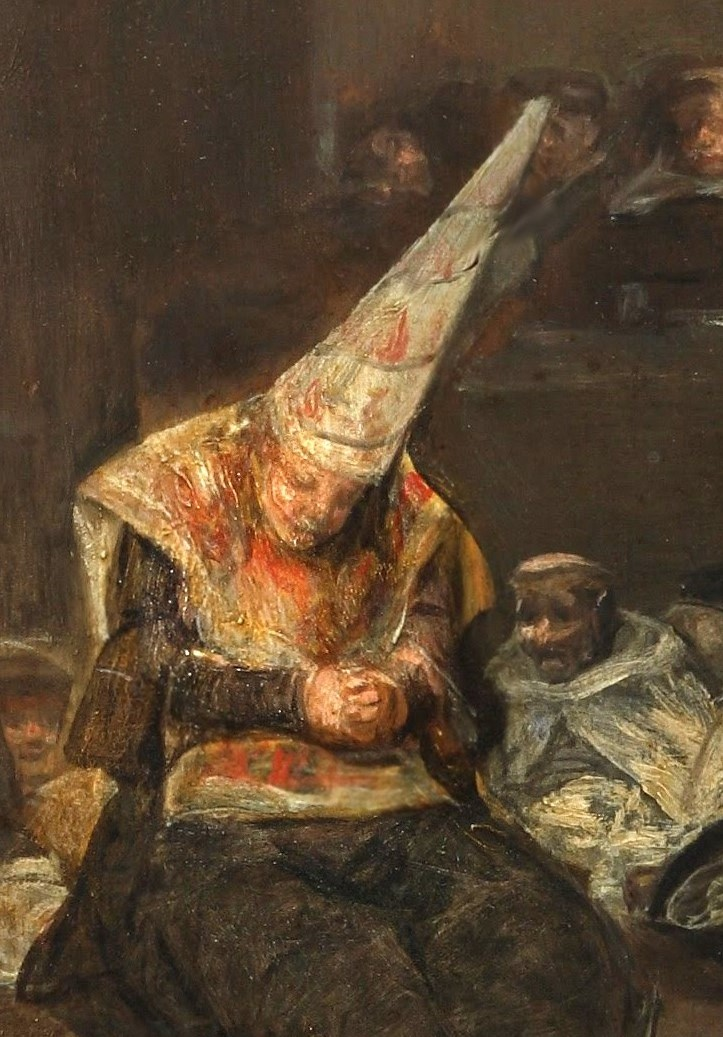
Skazaniec w sambenito na obrazie Trybunał Inkwizycji Francisca Goi

Sambenito (z hiszp., etym. od San Benito Święty Benedykt) – ubiór ze zgrzebnego płótna, przywdziewany przez pokutników oraz skazanych przez inkwizycję w celu ich upokorzenia, podobny do szkaplerza.
Suknie koloru żółtego w czerwone krzyże (Krzyż świętego Andrzeja) przeznaczone były dla żałujących grzeszników, którzy mogli je nosić nawet aż do śmierci. Suknie z malowidłami demonicznymi nosili skazani na stos.
Uzupełnieniem stroju była coroza – wysokie, spiczaste nakrycie głowy.
Wszyscy skazańcy noszący sambenito byli odnotowywani na specjalnych wstążkach przyczepionych do sukni i przechowywanych w kościele.

## Literatura
- González Obregon, Luis. Època Colonial, México Viejo, Noticias Históricas, Tradiciones, Leyendas y Costumbres, Editorial Patria, S.A. 1945, 107-108.
- Américo Castro, Revista de Filología Española, XV, 179-80. Quoted in santo, Diccionario Crítico Etimológico Castellano e Hispánico, volume 5, page 155, Joan Corominas i José A. Pascual, Editorial Gredos, 1991, ISBN 84-249-0879-1.